# Remplaçant (football)
Pour les articles homonymes, voir Remplaçant.

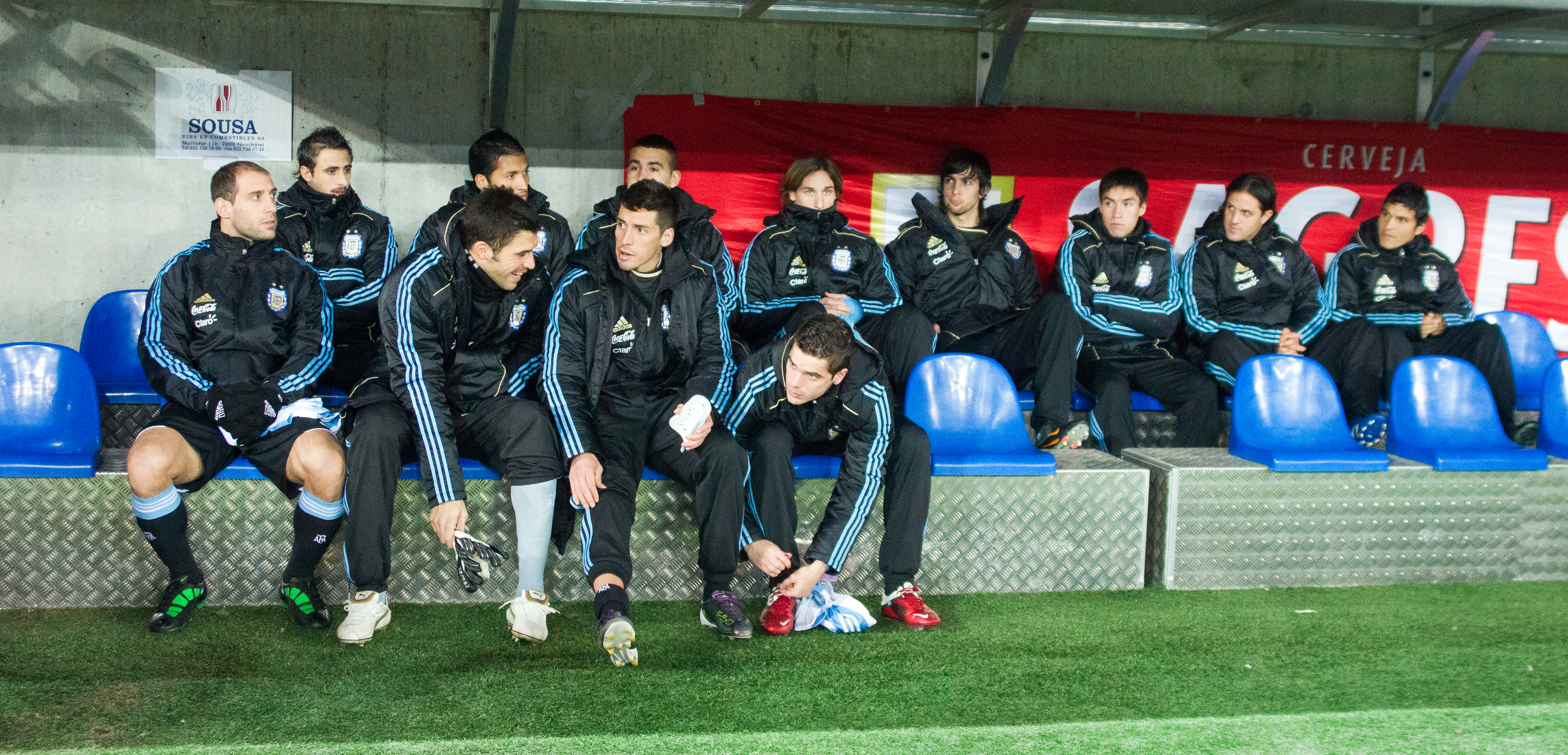
Le banc des remplaçants de l'équipe nationale d'Argentine.

En football, un remplaçant est un joueur qui n'est pas dans la formation de départ d'une équipe, mais qui peut entrer en jeu à la place d'un autre joueur au cours de la rencontre.
Les remplaçants sont souvent utilisés pour apporter de la fraîcheur et de l'énergie sur le terrain lorsque les joueurs titulaires commencent à fatiguer ou pour apporter un changement tactique en cours de match. Il s'agit généralement de joueurs qui ont moins de temps de jeu que les titulaires, mais ils peuvent être des joueurs clés pour l'équipe et avoir un impact important sur le match.
Lors d'un match officiel cinq remplacements de joueurs sont autorisés, six si des prolongations sont jouées. Il est possible d'effectuer jusqu'à six changements de joueurs lors des matchs amicaux internationaux. Le nombre n'est pas limité lors des matchs amicaux non internationaux.

## Histoire
Avant 1932, les changements de joueurs ne sont pas prévus par les règlements. Toutefois, quelques cas existent. Les jumeaux néerlandais Van der Graaf qui évoluent en Belgique au Racing Club de Bruxelles de 1909 à 1911 profitèrent de leur gémellité pour procéder à des changements à la mi-temps. Ce secret de vestiaires fut très bien protégé en son temps et ne fut révélé que bien plus tard. Cas isolé, mais validé cette fois par l'adversaire, un changement de joueur est opéré à la cinquième minute de jeu le 20 janvier 1917 lors d'un match de Division 1 écossaise entre les Rangers et Partick Thistle.
La possibilité d'effectuer réglementairement des remplacements pour des joueurs blessés est d'abord strictement réservé aux matchs des équipes nationales britanniques. L'ajout de cette mention aux lois du jeu qui datent de 1932 précise qu'il faudra un accord préalable entre les deux entraîneurs afin d'en fixer les limites. Le texte ne précise en effet pas le nombre de remplacements autorisé ni le degré de gravité de la blessure. Par extension, et alors que les textes de la FIFA précisent pourtant clairement que cet accord ne concerne que les équipes nationales britanniques, les autres équipes nationales l'appliquent également dès 1933 en match amical mais aussi lors des matchs qualificatifs pour la Coupe du monde 1934. Face à l'Espagne le 11 mars 1934, le Portugal procède ainsi à trois changements en première période. Le premier changement pour un match qualificatif à la Coupe du monde s'opère le 11 juin 1933 lors du match Suède-Estonie : l'Estonien Arnold Laasner remplace l'attaquant Friedrich Karm à la mi-temps.
Quelques rares remplacements s'effectuent lors des matchs qualificatifs pour les Coupes du monde 1938 et 1950. Des remplacements ont également lieu lors des qualifications pour la Coupe du monde 1954 dans le groupe d'Amérique du Sud et dans celui comprenant l'Allemagne, la Sarre et la Norvège. Lors de ces qualifications, le premier remplacement s'effectue le 24 juin 1953 à l'occasion du match Norvège-Sarre. Selon Christian Jessen et al., il s'agit d'un accord bilatéral entre les fédérations portant sur un joueur blessé en première mi-temps.
En 1956, la règle est modifiée pour les compétitions de jeunes. Un remplacement de joueur blessé est autorisé durant la première période (40 minutes pour les jeunes). En 1958, cette règle est théoriquement étendue à tous. Théoriquement, car nombre de compétitions, championnats nationaux au premier chef, n'autorisent pas, dans un premier temps de tels changements. On citera ainsi pour l'exemple la rencontre de Division 1 française Nice-Lens du 16 août 1959. Lens enregistre la blessure de deux de ses joueurs en première période, mais aucun remplaçant n'entre en jeu pour les suppléer, et Lens termine la partie à neuf. En Championnat d'Angleterre, un remplacement est autorisé sur blessure à partir de la saison 1965-1966.
En 1967, la loi du jeu autorise le remplacement d'un joueur à la convenance de l'entraîneur. Un deuxième changement de joueur est autorisé en 1976. Un troisième remplacement est autorisé en 1992 mais uniquement pour blessure du gardien. Ce troisième remplacement est généralisé en 1995. Le nombre de joueurs disponibles sur le banc varie selon les compétitions entre trois et sept pour les matchs de clubs, entre trois et douze pour les compétitions internationales.
Les championnats nationaux appliquent la règle depuis la saison 1967-1968. La première phase de finale de la Coupe du monde concernée est celle de 1970.
En mars 2018, l'IFAB permet aux organisateurs de compétitions d'autoriser un quatrième remplacement lors de prolongations. Cela est mis en œuvre la première fois pour la Coupe du monde de football de 2018 en Russie. L'UEFA annonce que cela sera autorisé à partir de la saison 2018/2019 pour toutes les coupes européennes qu'elle organise et en France, la Ligue de football professionnel (LFP) l'autorisera à partir de la saison 2018/2019 pour la finale de la coupe de la Ligue et les matchs retour de barrage Ligue1/Ligue 2 et les matchs de play-off de la Ligue 2.
Du fait de la pandémie de Covid-19, et initialement à titre temporaire, à partir du 8 mai, le nombre de remplacements autorisés au cours d'un match officiel est porté de trois à cinq par équipe (six en cas de prolongations). Ces cinq ou six remplacements doivent toutefois avoir lieu au maximum lors de trois arrêts de jeu par équipe (quatre en cas de prolongations). Systématiquement prolongée chaque année, la règle devient définitive en mars 2022.
Dans certaines compétitions (et notamment la Coupe du monde 2022) ou Ligue1 un remplacement supplémentaire est autorisé en cas de commotion cérébrale (blessure constatée par médecin ayant impliquée la tête). Chaque équipe est autorisée à recourir à un seul remplaçant supplémentaire en cas de pour commotion cérébrale au cours d’un match. Avec les prolongations, et la blessure de la France a ainsi pu effectuer sept remplacements en Finale de la Coupe du monde de football 2022.

## Aménagements
Des aménagements sont autorisés pour les matchs amateurs, ou amicaux. Pour les matchs des amateurs, le règlement de la compétition peut augmenter le nombre de remplacements, et des joueurs sortis peuvent être autorisés à participer de nouveau au jeu. Pour les matchs amicaux des professionnels, le nombre de remplacements peut être augmenté (sans limite pour les clubs, six pour les matchs des équipes internationales).

## Procédure actuelle
Le remplacement d’un joueur par un remplaçant doit se conformer à la procédure suivante :
- l’arbitre doit être informé préalablement de chaque remplacement envisagé ;
- le remplaçant ne pénètre sur le terrain de jeu qu’après la sortie du joueur qu’il doit remplacer et après y avoir été invité par un signe de l’arbitre ;
- le remplaçant ne pénètre sur le terrain de jeu qu’au niveau de la ligne médiane et pendant un arrêt du jeu ;
- la procédure de remplacement s’achève au moment où le remplaçant pénètre sur le terrain de jeu ;
- le remplaçant devient alors joueur, et le joueur qu’il a remplacé cesse d’être joueur. Cet aspect peut avoir de l'importance si le joueur venait à être exclu, pour injure par exemple. Un joueur qui insulterait son entraîneur avant que son coéquipier ait pris sa place est encore considéré comme en jeu. Il serait alors exclu et son remplaçant ne pourrait entrer ; l'équipe devant reprendre le match à dix. Si l'injure a lieu avant la reprise du jeu mais après l'entrée du remplaçant, le joueur est exclu du banc de touche mais l'équipe pourra quand même jouer à onze sur le terrain ;
- un joueur qui a été remplacé ne peut plus participer au match ;
- tout remplaçant est soumis à l’autorité et aux décisions de l’arbitre, qu’il soit appelé à jouer ou non.